# Sant'Antioco
Sant'Antioco (sardisk: Santu Antiògu) er en by og en kommune (comune) i provinsen Sud Sardegna i regionen Sardinien i Italien. Byen ligger i 7 meters højde og har 11.272 indbyggere (2016). Kommunen har et areal på 87,90 km² og grænser til kommunerne Calasetta og San Giovanni Suergiu.